# 魯薩烏卡湖 (什切青)
魯薩烏卡湖（波蘭語：Rusałka），是波蘭的湖泊，位於該國西北部西波美拉尼亞省，處於什切青，長0.67公里、寬0.07公里，面積0.03平方公里，海拔高度16米，該湖有一座島嶼。